# 滿四
满四（？—1469年），本名满俊，因在家中排行老四，俗称“满四”，明朝陕西固原开城的土官，蒙古人。
满四是元朝平凉万户把丹的孙子，世代以畜牧、狩猎为业，家资殷富。明宪宗成化三年（1467年），他藏匿通渭县逃避徭役之人，被巡抚陈介追究。明朝参将刘清搜捕时索贿，他不满，与同部李俊密谋。六月，满四聚众数万起事。自称招贤王，李俊称顺理王。陕西总兵任寿、陈介讨伐失利。其侄滿璹奉命带领二十余名随从去搜捕满四，被满四用计拘留。次年四月，满四占领石城（距离平凉千里之外，即唐朝的石堡城）。攻打甘州所、固原所，李俊战死，满四击败刘清、都指挥邢端。杀死明朝将领申澄。聚众两万，震动关中。七月，击败陈介率领三万大军。派兵截道静宁州，夺得甘肃粮饷。明朝把陈介等五位官员下狱治罪。
八月，明宪宗派都御史项忠总督军务，率领总兵刘玉、伏羌伯毛忠领兵陕西三边四镇五万余人围困石城，马文升为都御史陕西巡抚。十月，战斗中，刘玉受伤，毛忠中箭身亡。十一月，项忠率軍救援被满四军队围困的刘玉，断绝城中的水源。满四派杨虎狸出城取水，被俘后投降，入城充当内应。杨虎狸诱骗，满四出城中伏坠马，被俘虏。随后兵败城破，成化五年（1469年），滿四在北京被凌迟处死。